# گسپورت (نیویورک)
گسپورت (به انگلیسی: Gasport) یک منطقهٔ مسکونی در ایالات متحده آمریکا است که در شهرستان نیاگارا، نیویورک واقع شده‌است. گسپورت ۷٫۶ کیلومتر مربع مساحت و ۱٬۲۴۸ نفر جمعیت دارد و ۱۵۷ متر بالاتر از سطح دریا واقع شده‌است.